# ФК Железничар Пожаревац
ФК Железничар је фудбалски клуб из Пожаревца, Србија, и тренутно се такмичи у Браничевској окружној лиги, петом такмичарском нивоу српског фудбала. Клуб је основан 1946. године. Боје клуба су плава и бела.

## Фузија са ФК Инон Пожаревац
Железничар се 2009. фузионисао са ФК Инон, клубом који је основан 2002. године и који је те 2009. испао из Српске лиге Запад у Зону Дунав, па је Железничар прескочио један ранг (исте сезоне се пласирао у виши ранг) и од сезоне 2009/10. заиграо у Зони Дунав. Инон је одиграо укупно шест сезона у Српској лиги Запад. Клуб је прве две сезоне након фузије носио назив ФК Железничар Инон, а од 2011. поново је само ФК Железничар. Највећи успех клуба након окончане фузије са ФК Инон је освајање 1. места у Браничевској окружној лиги у сезони 2012/2013. и пласман у тадашњу Зону Дунав у којој се ФК Железничар такмичио наредне две сезоне и у првој сезони освојио 3. место, док је у сезони 2014/2015. испао у Браничевску окружну лигу након одустајања од такмичења у Зони Дунав за наредну сезону. У јесен 2018. године после извесног периода су поново основане млађе селекције које се и данас такмиче у лигама под окриљем Фудбалског савеза Браничевског округа и Фудбалског савеза региона западне Србије.

## Новији резултати
| Сезона   | Ранг | Лига                             | Позиција | ИГ | Д  | Н | П  | ГД  | ГП | ГР  | Бод | Куп                  |
| -------- | ---- | -------------------------------- | -------- | -- | -- | - | -- | --- | -- | --- | --- | -------------------- |
| 2008/09. | 6    | Општинска лига Пожаревац - Млава | 1.       | 18 | 14 | 2 | 2  | 58  | 28 | +30 | 44  | Није се квалификовао |
| 2009/10. | 4    | Зона Дунав                       | 11.      | 30 | 10 | 5 | 15 | 37  | 58 | -21 | 35  | Није се квалификовао |
| 2010/11. | 4    | Зона Дунав                       | 16.      | 30 | 8  | 5 | 17 | 33  | 58 | -25 | 29  | Није се квалификовао |
| 2011/12. | 5    | Браничевска окружна лига         | 3.       | 30 | 17 | 4 | 9  | 69  | 34 | +35 | 55  | Није се квалификовао |
| 2012/13. | 5    | Браничевска окружна лига         | 1.       | 30 | 26 | 1 | 3  | 108 | 23 | +85 | 79  | Није се квалификовао |
| 2013/14. | 4    | Зона Дунав                       | 3.       | 30 | 14 | 4 | 12 | 53  | 38 | +15 | 46  | Није се квалификовао |
| 2014/15. | 4    | Зона Дунав                       | 11.      | 30 | 12 | 6 | 12 | 43  | 37 | +6  | 42  | Није се квалификовао |
| 2015/16. | 5    | Браничевска окружна лига         | 16.(-1)  | 34 | 9  | 7 | 18 | 47  | 78 | -31 | 33  | Није се квалификовао |
| 2016/17. | 6    | Међуопштинска лига Дунав         | 2.(-1)   | 26 | 19 | 2 | 5  | 85  | 36 | +49 | 58  | Није се квалификовао |
| 2017/18. | 5    | Браничевска окружна лига         | 11.      | 30 | 13 | 4 | 13 | 60  | 61 | -1  | 43  | Није се квалификовао |
| 2018/19. | 5    | Браничевска окружна лига         | 3.       | 30 | 16 | 5 | 9  | 73  | 37 | +36 | 53  | Није се квалификовао |
| 2019/20. | 5    | Браничевска окружна лига         | /        | 16 | 6  | 5 | 5  | 30  | 26 | +4  | 23  | Није се квалификовао |
| 2020/21. | 5    | Браничевска окружна лига         | 6.       | 30 | 16 | 2 | 14 | 73  | 50 | +23 | 50  | Није се квалификовао |
| 2021/22. | 5    | Браничевска окружна лига         | 3.       | 28 | 17 | 3 | 8  | 73  | 54 | +19 | 53  | Није се квалификовао |
| 2022/23. | 5    | Браничевска окружна лига         | 11.      | 28 | 11 | 2 | 15 | 60  | 66 | -6  | 35  | Није се квалификовао |
| 2023/24. | 5    | Браничевска окружна лига         | 8.       | 28 | 10 | 7 | 11 | 52  | 49 | +3  | 37  | Није се квалификовао |